# Louis de Pot
Louis de Pot  (mort à Lectoure le  30 mai 1505), est un ecclésiastique qui fut évêque nommé de Tournai de 1483 à 1505 et évêque de Lectoure de 1500 à 1505.

## Biographie
Louis Pot ou de Pot est abbé de Saint-Laumer de Blois, lorsqu'il est désigné en 1483 par le roi Charles VIII de France comme évêque de Tournai après le décès à Rome le 7 octobre 1483 du titulaire du siège Ferry de Clugny et la nomination par le pape Sixte IV pour lui succéder de Jean Monissart, qui était l'un de ses Référendaires et qu'il consacre le 18 octobre 1483.
Cette désignation avait provoqué le mécontentement de la cour de France qui la jugeait non conforme aux termes de la Pragmatique Sanction de Bourges ni aux décrets du concile de Constance et du concile de Bâle, mais aussi le mécontentement de l'archiduc Philippe de Habsbourg qui considérait de son côté que cette désignation lui appartenait en sa qualité de comte de Flandres.
Louis de Pot, nommé abbé de Marmoutier en 1498 peut cependant de facto avec l'appui du chapitre de chanoines, conserver Tournai et de ses environs, face aux évêques nommés ensuite par le Saint-Siège : Antonio Gentile Pallavicino et Pierre Quieke. Il meurt le 30 mai 1505 à Lectoure dont il était également devenu évêque en 1500 .

## Source
- Adolphe Hocquet Tournai et le Tournaisis au XVIe siècle : au point de vue politique et social 1868 p. 15-16.